# Maria Lodenborg
Maria "Kiwi" Lodenborg, född 11 oktober 1985 i Växjö, är en radioprogramledare och redaktör på The Voice. 
Hennes föräldrar kommer från Polen och hon hette tidigare Inga Kowalski men bytte namn till Maria Lodenborg när hon var 10 år gammal. Smeknamnet kiwi kommer från hennes entusiasm för pälsklädda frukter. 
Hon var 2005–2008 en av programledarna för tv-programmet Jackpot i TV 4. 
Tidigare ledde hon Nattöppet på samma kanal och har även sänt radio i Radio Båstad 
och 106,7 Rockklassiker. 
I början av 2008 var hon programledare på Skärgårdsradion. 
I juni 2008 flyttade hon till Malta och började jobba för Stron Group och november 2008 startade hon eget företag, Ninja Sales Group. 
Maria jobbar nu återigen på SBS Radio på 105,9 The Voice som redaktör och som programledare på Radio 107,5.
Hon har även drabbats av cancer och varit sjukskriven en period.
Hon har 4 syskon varav en är musikern Sidney Kowalski och en är Mathias Lobendahl (tidigare Maciej Kowalski) synts i media i samband med vänskapsband till bandet Alcazar men också kring hälsoföretagande. 
1. ↑  Gestrike Media AB, Dreamscape Interactive. ”Mathias vände utbrändhet till framgång – och startade företag med nyckeln till god hälsa”. All Sport och Idrott. http://sportidrott.se/articles/view/mathias-vande-utbrandhet-till-framgang-och-startade-foretag-med-nycke. Läst 15 augusti 2025.